# Coppa di Lega svizzera 1981-1982 (calcio)
La Coppa di Lega svizzera 1981-1982, decima edizione del torneo, vide la vittoria finale dell'Aarau che batté il San Gallo nel doppio confronto.

## Partecipanti
| Aarau (FC Aarau)                  |
| Basilea (FC Basel)                |
| Bellinzona (AC Bellinzona)        |
| Bulle (FC Bülle)                  |
| Chiasso (FC Chiasso)              |
| Grasshoppers (Grasshoppers-Club)  |
| Losanna (Lausanne-Sports)         |
| Lucerna (FC Luzern)               |
| Neuchâtel Xamax (Neuchâtel Xamax) |
| Nordstern (Nordstern Basel)       |
| San Gallo (FC St.Gallen)          |
| Sion (FC Sion)                    |
| Servette (Servette Genève)        |
| Vevey (Vevey-Sports)              |
| Young Boys (Young Boys Bern)      |
| Zurigo (FC Zürich)                |

| Altstätten (Alstätten)                   |
| Aurore Bienne (Aurore Bienne)            |
| Berna (FC Bern)                          |
| Bienne (Biel-Bienne)                     |
| Chênois (CS Chênois)                     |
| Frauenfeld (Frauenfeld)                  |
| Friburgo (FC Fribourg)                   |
| Grenchen (FC Grenchen)                   |
| Ibach (Ibach)                            |
| La Chaux-de-Fonds (FC La Chaux-de-Fonds) |
| Locarno (FC Locarno)                     |
| Lugano (FC Lugano)                       |
| Mendrisiostar (Mendrisiostar)            |
| Monthey (FC Monthey)                     |
| Wettingen (Wettingen)                    |
| Winterthur (FC Winterthur)               |

## Sedicesimi di finale
Frauenfeld - Ibach 2-1
Servette Genève	- Lausanne-Sports 2-1
FC Sion	- CS Chênois 2-0
FC Bern	- FC Aarau 1-2
Aurore Bienne - Nordstern Basel 1-6
FC Fribourg - FC Bulle 3-1
Mendrisiostar - AC Bellinzona 5-3
FC Winterthur - FC Chiasso 2-2 4-2 d.r.
FC Grenchen 4-0 Wettingen
FC Lugano - FC Locarno 2-0
FC Basel - Young Boys Bern 1-0
FC Monthey - Vevey-Sports 1-2
FC La Chaux-de-Fonds - Neuchâtel Xamax 2-0
Alstätten - Grasshoppers-Club 0-3
FC Luzern - Biel-Bienne 7-0
FC Zürich - FC St.Gallen 0-1

## Ottavi di finale
Frauenfeld - FC Luzern 1-3
FC Aarau - Grasshoppers-Club 4-3 d.s.
Nordstern Basel	- FC Sion 3-1
FC Fribourg - Servette Genève 0-6
FC Winterthur - FC Lugano 1-0
FC Grenchen - FC Basel 1-2
Vevey-Sports - FC La Chaux-de-Fonds 0-1	
FC St.Gallen - Mendrisiostar 4-2 d.s.

## Quarti di finale
Servette Genève	- FC St.Gallen 1-2
FC Winterthur - FC La Chaux-de-Fonds 1-1 1-2 d.r.
FC Aarau - FC Basel 1-0
FC Luzern - Nordstern Basel 3-2

## Semifinale
FC Aarau - FC Luzern 4-1
FC St.Gallen - FC Winterthur 1-1 4-3 d.r.

## Finale
FC St.Gallen - FC Aarau 0-1
FC Aarau - FC St.Gallen 0-0